# Richard Zänkner
Richard Zänkner (* 30. Juni 1907 in Berlin; † 28. August 1998) war ein deutscher SED- und FDGB-Funktionär. Er war zweiter Vorsitzender des FDGB-Landesvorstandes Thüringen, Mitglied des Volksrates bzw. der Volkskammer und stellvertretender Generalsekretär des Friedensrates der DDR.

## Leben
Zänkner, Sohn eines Schuhmachers, besuchte die Volksschule, absolvierte eine kaufmännische Lehre und war anschließend als kaufmännischer Angestellter tätig. 1923 trat er der SAJ, 1924 der SPD bei. Von 1927 bis 1929 besuchte er die Wirtschaftsschule der Deutschen Hochschule für Politik. Anschließend war er bis 1933 hauptamtlicher Angestellter des Zentralverbandes der Angestellten (ZdA). Anfang 1933 wurde er Sekretär der Ortsverwaltung Bremen des ZdA. Nach der „Machtergreifung“ durch die Nationalsozialisten wurde er im Rahmen der Zerschlagung der freien Gewerkschaften im Mai 1933 in „Schutzhaft“ genommen. Später leitete er die Betriebskrankenkasse „Dürener Metallwerke AG“ in Berlin. Zwischen 1943 und 1945 war Zänkner zur Wehrmacht eingezogen. 
Nach Kriegsende wurde Zänkner 1945 Mitglied des FDGB und trat wieder der SPD bei. Im selben Jahr wurde er zum Ersten Vorsitzenden des FDGB-Kreisvorstandes Pößneck gewählt. Von Juni 1946 bis April 1947 war er Zweiter Vorsitzender der Gewerkschaft der Angestellten in der SBZ. Er gehörte zudem von 1946 bis 1952 dem FDGB-Landesvorstand Thüringen an und war dort von 1947 bis 1951 Zweiter Landesvorsitzender. 1947 wurde Zänkner in den Bundesvorstand des FDGB gewählt und war von 1948 bis 1950 Abgeordneter des Volksrates bzw. der Volkskammer. 1948 übernahm Zänkner den Vorsitz der Landesversicherungsanstalt Thüringen. 
Ab August 1952 war er Instrukteur der SED-Bezirksleitung Erfurt und von 1951 bis 1954 Sekretär des Bezirksfriedenskomitees Erfurt. Anschließend wirkte er als Abteilungsleiter, ab April 1954 als Organisationssekretär und von 1960 bis 1973 als stellvertretender Generalsekretär des Deutschen Friedensrates bzw. des Friedensrates der DDR.